# نورتون ویلیرز ترایمف

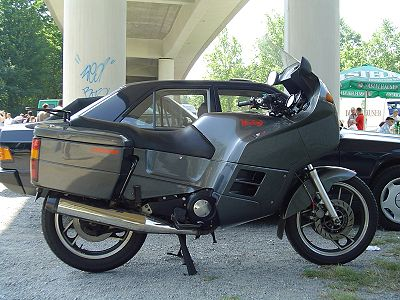
نورتون ویلیرز ترایمف

نورتون ویلیرز ترایمف (انگلیسی: Norton Villiers Triumph) شرکت موتورسیکلت‌سازی بریتانیایی بود، که در سال ۱۹۷۳ تأسیس شد و در سال ۱۹۷۸ در پی تأسیس شرکت ترایمف منحل گردید.